# Johann Crispin

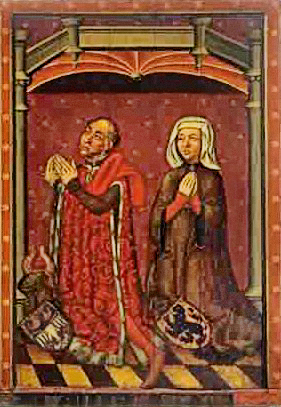
Johann Crispin und Ehefrau Taleke, geb. Kerckring

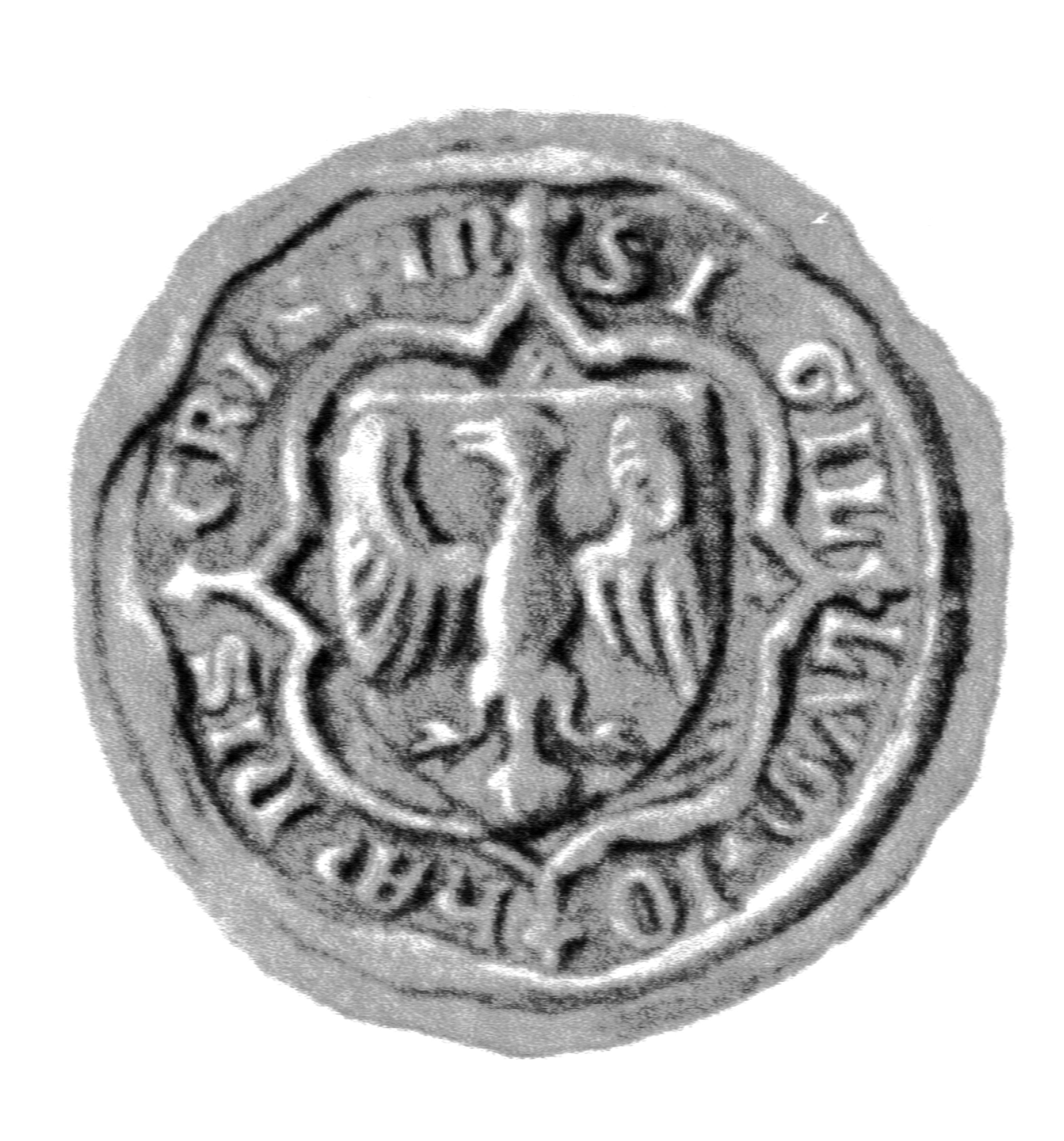
Siegel des Johann Crispin (um 1408)

Johann Crispin († 8. April 1442 in Lübeck) war ein Lübecker Ratsherr.

## Leben
Johann Crispin war Sohn des Lübecker Ratsherrn Segebodo Crispin († 1388) und Urenkel des Lübecker Bürgermeisters Segebodo Crispin († 1323).
Johann Crispin wurde 1396 zum Lübecker Ratsherrn erwählt. 1400/1401 war er Befehlshaber auf der Lübecker Flotte im Kampf gegen die Vitalienbrüder. Während der bürgerlichen Unruhen verließ er die Stadt und gehörte zu den Mitgliedern des Alten Rates, die gegen den Neuen Rat klagten. Sein in Lübeck verbliebenes Vermögen wurde vom Neuen Rat eingezogen, darunter sein Haus und neun Buden. Er kehrte mit dem Alten Rat 1416 in die Stadt zurück und verhandelte 1416 und 1417 mehrfach mit König Erik VII. von Dänemark in Kopenhagen über die Beziehungen zwischen Dänemark und Lübeck bzw. der Hanse und die Sicherung der Privilegien in Schifffahrt und Handel. In Testamenten Lübecker Bürger wird er mehrfach als Urkundszeuge und als Vormund aufgeführt.
Johann Crispin hatte von seinem Vater die Lübschen Güter Groß Steinrade, Bliesdorf und Wulmenau ererbt; auch jeweils eine Hälfte von Krummesse und Kronsforde. Über letztere geriet er mit Herzog Erich V. von Sachsen-Lauenburg in einen Rechtsstreit, in dessen Verlauf er vom Reichshofgericht 1418 in die Acht erklärt wurde. Erst nachdem gegen Zahlung von 300 Mark die Anerkennung seiner Eigentumsrechte durch den Herzog erlangt war, wurde die Acht wieder aufgehoben.
Johann Crispin war Mitglied der patrizischen Zirkelgesellschaft und mit Taleke (Adelheid), einer Tochter des Ratsherrn Bertold Kerkring († 1405), verheiratet. Er bewohnte das Haus seines Vaters in der Breiten Straße 46. Er wurde in der Familienkapelle in der Katharinenkirche (Lübeck) begraben; die Wappengrabplatte ist noch erhalten.
Die Crispins werden zu den Mitstiftern des Katharinenklosters Lübeck gezählt, dessen Bau sie mit erheblichen Mitteln unterstützten. Das nordöstliche Chorseitenschiff der Katharinenkirche wurde nach neueren Forschungen direkt als Familienkapelle errichtet. Die mittelalterlichen Familienporträts aus dieser Kapelle zeigen neben Segebodo Crispin und seiner Ehefrau mehrere Generationen der Crispins mit ihren Frauen und befinden sich heute in der Mittelaltersammlung des St. Annen-Museums. Die Tafelmalereien wurden nach den Fresken in der Kapelle um 1440 auf die Holzplatten übertragen, wobei sich Johann Crispin samt Ehefrau hinzusetzen ließ, und 1577 durch den Maler Gregor von Gehrden übermalt. Dabei wurden bei den einzelnen Tafelbildern die Namen der dargestellten Personen verwechselt. Die Zuordnung ist daher nur über die Familienwappen der Ehefrauen möglich.